# Armin Dietzel
Armin Ernst Dietzel (* 10. Juni 1926 in Bayreuth; † 11. Juli 2012 in Oldenburg) war ein deutscher evangelischer Theologe und Bibliothekar. Von 1968 bis 1988 war er Direktor der Landesbibliothek Oldenburg.

## Leben und Wirken
Armin Dietzel, Sohn von Else Dietzel, geborene Paschold, und Emil Dietzel, war evangelisch-freikirchlich, studierte von 1945 bis 1954 Evangelische Theologie und Bibliothekswissenschaft an den Universitäten von Erlangen, Tübingen, Hamburg und zuletzt an der Universität Mainz, wo er 1950 das Erste theologische Examen ablegte. Seine Promotion zum Dr. theol. erfolgte dort 1955. 1954 heiratete er Grete Müller. Aus der Ehe gingen die Kinder Ursula, Barbara, Andreas und Martin Dietzel hervor. Von 1954 bis 1956 arbeitete Armin Dietzel als Repetent bzw. Verwaltungsassistent an der Evangelisch-theologischen Fakultät der Universität Mainz. Als Bibliotheksreferendar an der Universitätsbibliothek Erlangen trat er 1956 in die Ausbildung für den höheren Bibliotheksdienst und absolvierte 1958 die Fachprüfung hierfür an der Bayerischen Staatsbibliothek. Von 1958 bis 1968 war er als wissenschaftlicher Bibliothekar, zuletzt als Oberbibliotheksrat, an der Universitätsbibliothek Erlangen tätig. Er war dort als Leiter der Handschriften- und Inkunabelsammlung und als stellvertretender Direktor der Bibliothek tätig. Im Jahre 1968 wurde er an die Landesbibliothek Oldenburg abgeordnet, die er seither bis 1988 als Direktor leitete. Sein Nachfolger dort wurde Egbert Koolman. 
Während seiner Amtszeit gelang die Planung und die Errichtung eines Neubaus für die Landesbibliothek. Außerdem war Dietzel an der Planung für die neue Universitätsbibliothek Oldenburg beteiligt und wirkte als Mitglied ihrer Bibliothekskommission. 
In seinen Veröffentlichungen beschäftigte sich Dietzel neben theologischen Themen mit historischen Bibliotheksbeständen in Erlangen und Oldenburg und der Geschichte und Entwicklung der Landesbibliothek Oldenburg. Er befasste sich auch privat mit Humaniora und sprach Latein, Griechisch sowie Hebräisch.

## Schriften
- Die Gründe der Erhörungsgewißheit nach den Schriften des Neuen Testaments. Dissertation Universität Mainz 1955.
- Beten im Geist. Eine religionsgeschichtliche Parallele aus dem Hodajot zum paulinischen Gebet im Geist. In: Theologische Zeitschrift. Band 13, 1957, Heft 1, S. 12–32.
- Ein altkirchlicher Christushymnus. Der Papyrus Erlangensis 1 im Vergleich mit den Abendhymnen (Ms. Erlg. 1234). In: Bernhard Sinogowitz (Hrsg.): Aus der Arbeit des Bibliothekars. Aufsätze und Abhandlungen. Fritz Redenbacher zum 60. Geburtstag dargebracht (= Schriften der Universitätsbibliothek Erlangen. Band. 4). Erlangen 1960, S. 84–93.
- Die Erlanger Abendhymnen. Sechs frühbyzantinische Hymnen in deutscher Übersetzung und mit Anmerkungen. In: Erbe und Auftrag. Benediktinische Zeitschrift. Jahrgang 1966, S. 271–280.
- mit Rudolf Frankenberger: Die Universitätsbibliothek Erlangen-Nürnberg. Geschichte, Gliederung, Benutzung, Schätze (= Schriften der Universitätsbibliothek Erlangen-Nürnberg. Heft 6). Erlangen 1966.
- als Hrsg.: Martin Luther / De klene Catechismus. Vor de gemenen Parheren unde Hußveder (niederdeutsch). Holzberg, Oldenburg 1970.
- Oldenburg, Landesbibliothek Oldenburg. In: Wilhelm Totok (Hrsg.): Regionalbibliotheken in der Bundesrepublik Deutschland (= Zeitschrift für Bibliothekswesen und Bibliographie. Sonderhefte. Band 11). Klostermann, Frankfurt am Main. 1971, S. 90–96.
- als Hrsg.: Otto Pültz: Die deutschen Handschriften der Universitätsbibliothek Erlangen (= Katalog der Handschriften der Universitätsbibliothek Erlangen. Band 4). Harrassowitz, Wiesbaden 1973, ISBN 3-447-01461-X.
- als Hrsg.: Schriften der Landesbibliothek Oldenburg. 1973–1981.
- mit Elfriede Heinemeyer: Frühe Bibelausgaben und Werke christlicher Kunst aus Landesmuseum und Landesbibliothek. Oldenburg 1977.
- mit Karl Veit Riedel: August Hinrichs 1879–1956. Ausstellung anläßlich der 100. Wiederkehr des Geburtstags in der Eingangshalle der Bremer Landesbank. Isensee, Oldenburg 1979.
- Aus den Beständen der Landesbibliothek. Ausstellung vom 20.5. bis 8.6. 1986 im Stadtmuseum Oldenburg (= Schriften der Landesbibliothek Oldenburg. Band 13). Holzberg, Oldenburg 1986.
- Die Landesbibliothek Oldenburg. Erbe und Auftrag einer Regionalpolitik. Aufsätze (= Schriften der Landesbibliothek Oldenburg. Band 14). Holzberg, Oldenburg 1986, ISBN 3-87358-266-X.
- Gerhard Anton von Halem und Leopold Friedrich von Stolberg bei der Herausgabe des Oldenburgischen Gesangbuchs von 1791. In: Jahrbuch der Gesellschaft für Niedersächsische Kirchengeschichte, Bd. 84 (1986), S. 257–260.
- Die Landesbibliothek Oldenburg in der Gründungs- und Aufbauphase der Universität. In: Reinhard Oberschelp (Hrsg.): Bibliotheken im Dienste der Wissenschaft. Festschrift für Wilhelm Totok zum 65. Geburtstag am 12. September 1986. Klostermann, Frankfurt/M. 1986, S. 113–134, ISBN 3-465-01735-8.
- Die Herzogliche Öffentliche Bibliothek in Oldenburg als Regionalbibliothek. In: Yorck Alexander Haase (Hrsg.): Zur Internationalität wissenschaftlicher Bibliotheken (= Zeitschrift für Bibliothekswesen und Bibliographie, Sonderhefte, Bd. 44). Klostermann, Frankfurt/M. 1987, S. 209–220, ISBN 3-465-01754-4.
- Die Landesbibliothek und die neue Bibliothek der Universität Oldenburg. In: Oldenburger Jahrbuch, Bd. 87 (1987), S. 165–172.
- Bibliophiles Vergnügen oder Gebrauchwert. Beispiele botanischer Buchillustration in der Landesbibliothek. In: Egbert Koolman (Hrsg.): Ex Bibliotheca Oldenburgensi. Bibliothekarische Untersuchungen aus Anlaß des 200jährigen Bestehens der Landesbibliothek Oldenburg (= Schriften der Landesbibliothek Oldenburg, Bd. 26). S. 177–195, ISBN 3-87358-380-1.
- Was vom Zisterzienser-Kloster Hude geblieben ist. In: Walter Barton (Hrsg.): Der Landkreis Oldenburg. Menschen – Geschichte – Landschaft. Holzberg, Oldenburg 1992, S. 189–202, ISBN 3-87358-381-X.